# Homer (cràter)
Homer és un cràter d'impacte en el planeta Mercuri de 319 km de diàmetre. Porta el nom del poeta de l'antiga Grècia Homer (segle VIII o IX aC), i el seu nom va ser aprovat per la Unió Astronòmica Internacional el 1976.
Els dipòsits de material que hi ha a l'interior i al voltant d'aquest cràter suggereixen la possibilitat d'erupcions volcàniques explosives en algun moment de la història del planeta.